# جيف ماسون (لاعب كرة قدم أسترالية)
جيف ماسون (بالإنجليزية: Geoff Mason)‏ هو لاعب كرة قدم أسترالية أسترالي، ولد في 6 مايو 1930، وتوفي في 5 يونيو 2018 في Benalla ‏ في أستراليا.

## وصلات خارجية
- جيف ماسون على موقع AustralianFootball.com (الإنجليزية)
- جيف ماسون على موقع AFLtables.com (الإنجليزية)